# 이종성 (축구 선수)
이종성(李宗成, 1992년 8월 5일~)은 대한민국의 축구 선수이다. 포지션은 미드필더이며, 현재 수원 삼성 블루윙즈에서 뛰고 있다.

## 기록

### 클럽
- 2021년 1월 5일 기준

| 클럽               | 시즌 | 리그 | 리그 | FA컵 | FA컵 | 리그컵 | 리그컵 | 대륙 대회 | 대륙 대회 | 합계 | 합계 |
| 클럽               | 시즌 | 출장 | 득점 | 출장 | 득점 | 출장   | 득점   | 출장      | 득점      | 출장 | 득점 |
| ------------------ | ---- | ---- | ---- | ---- | ---- | ------ | ------ | --------- | --------- | ---- | ---- |
| 수원 삼성 블루윙즈 | 2011 | 0    | 0    | 0    | 0    | 2      | 0      | 0         | 0         | 2    | 0    |
| 상주 상무 (군복무) | 2012 | 0    | 0    | 0    | 0    | -      | -      | -         | -         | 0    | 0    |
| 상주 상무 (군복무) | 2013 | 0    | 0    | 0    | 0    | -      | -      | -         | -         | 0    | 0    |
| 수원 삼성 블루윙즈 | 2013 | 0    | 0    | 0    | 0    | -      | -      | 0         | 0         | 0    | 0    |
| 수원 삼성 블루윙즈 | 2014 | 3    | 0    | 0    | 0    | -      | -      | -         | -         | 3    | 0    |
| 대구 FC (임대)     | 2015 | 31   | 0    | 0    | 0    | -      | -      | -         | -         | 31   | 0    |
| 수원 삼성 블루윙즈 | 2016 | 21   | 0    | ?    | ?    | -      | -      | 0         | 0         | 21   | 0    |
| 수원 삼성 블루윙즈 | 2017 | 35   | 2    | ?    | ?    | -      | -      | ?         | ?         | 35   | 2    |
| 수원 삼성 블루윙즈 | 2018 | 24   | 3    | 0    | 0    | -      | -      | 0         | 0         | 0    | 0    |
| 수원 삼성 블루윙즈 | 2019 | 5    | 0    | 0    | 0    | -      | -      | 0         | 0         | 0    | 0    |
| 수원 삼성 블루윙즈 | 2020 | 6    | 0    | 0    | 0    | -      | -      | 0         | 0         | 0    | 0    |
| 성남 FC (임대)     | 2021 | 0    | 0    | 0    | 0    | -      | -      | 0         | 0         | 0    | 0    |
| 통산               | 통산 | 125  | 5    | 0    | 0    | 2      | 0      | 1         | 0         | 127  | 5    |

## 사건
2016년 6월 18일 K리그 클래식 전북 현대와의 대결 중, 조나탄과 김신욱이 충돌하면서, 양 팀이 격앙된 상황이 벌어졌다. 혼란스러운 와중에 이종성이 전북 공격수 이동국을 밀쳐 대중들에게 큰 비판을 받은 사건이 발생하였다. 사건 당시 이동국이 당황해 하는 표정이 포착되기도 하였으며, 언론을 통해 이종성의 어린 나이와 비교하여 비판이 크게 일기도 하였다.
 그러나 이동국이 먼저 접촉을 한 것이 확인되기도 하였으며,또한 이종성이 이동국에게 고개숙여 사과를 하는 사진 도 알려지게 되었다.

애초에 병장축구를 하는 것이 아닌 프로무대에서 선후배라는 키워드가 같이 언급되는것도 어이없는 현상이다. 이는 이동국의 방송적 이미지가 더 해져서 축구의 축자도 모르는 사람들의 여론이었다.

## 수상

### 클럽
수원 삼성 블루윙즈
- FA컵 : 우승 2회(2016,2019)